# Церква Святої Анни (Трабзон)
Церква Святої Анни (грец. Ἁγία Άννα) — одна з найстаріших церков у Трабзоні (Туреччина).

## Архітектура

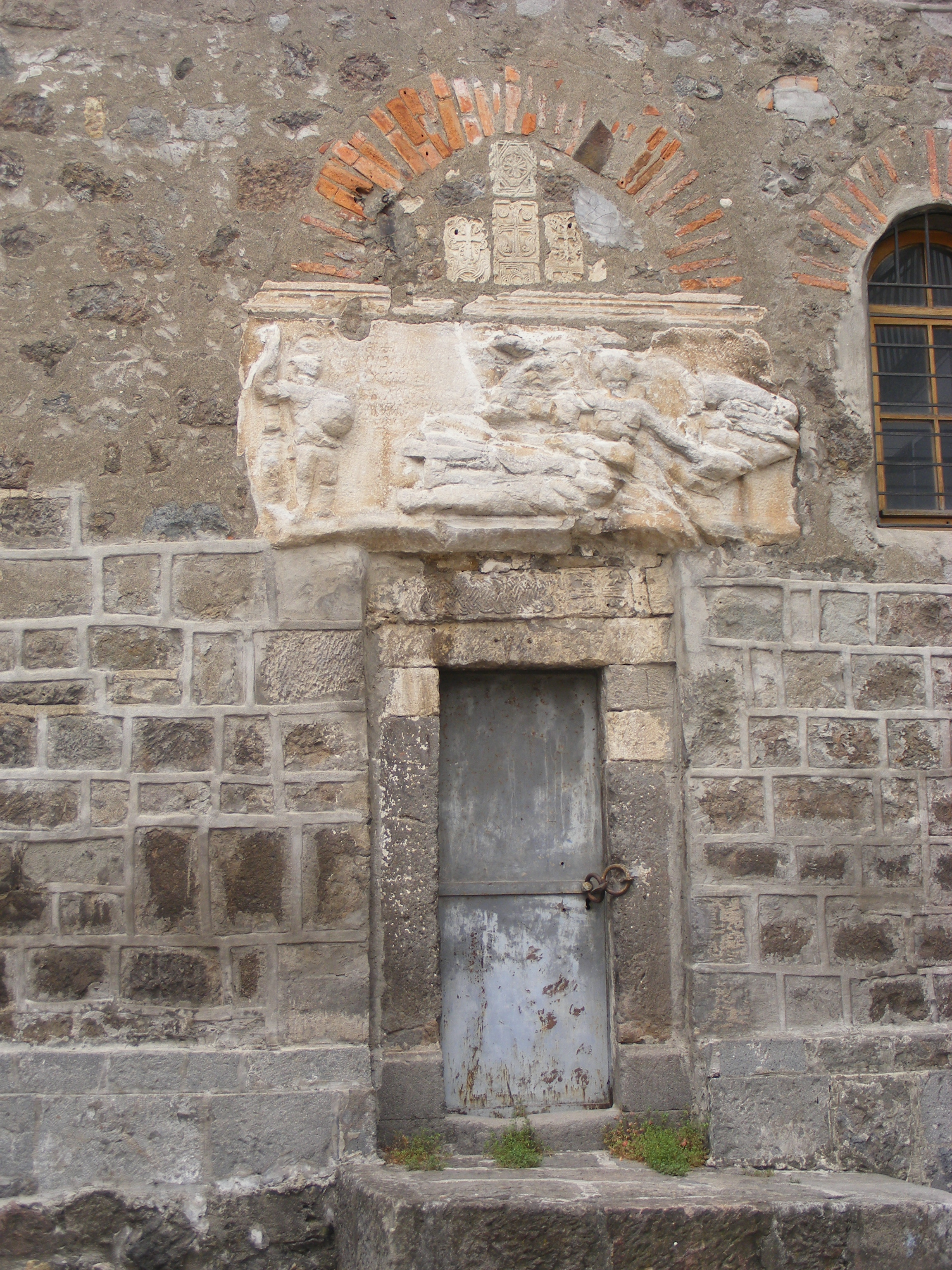
Головні вхідні двері з фігурами воїна і крилатою Нікою.

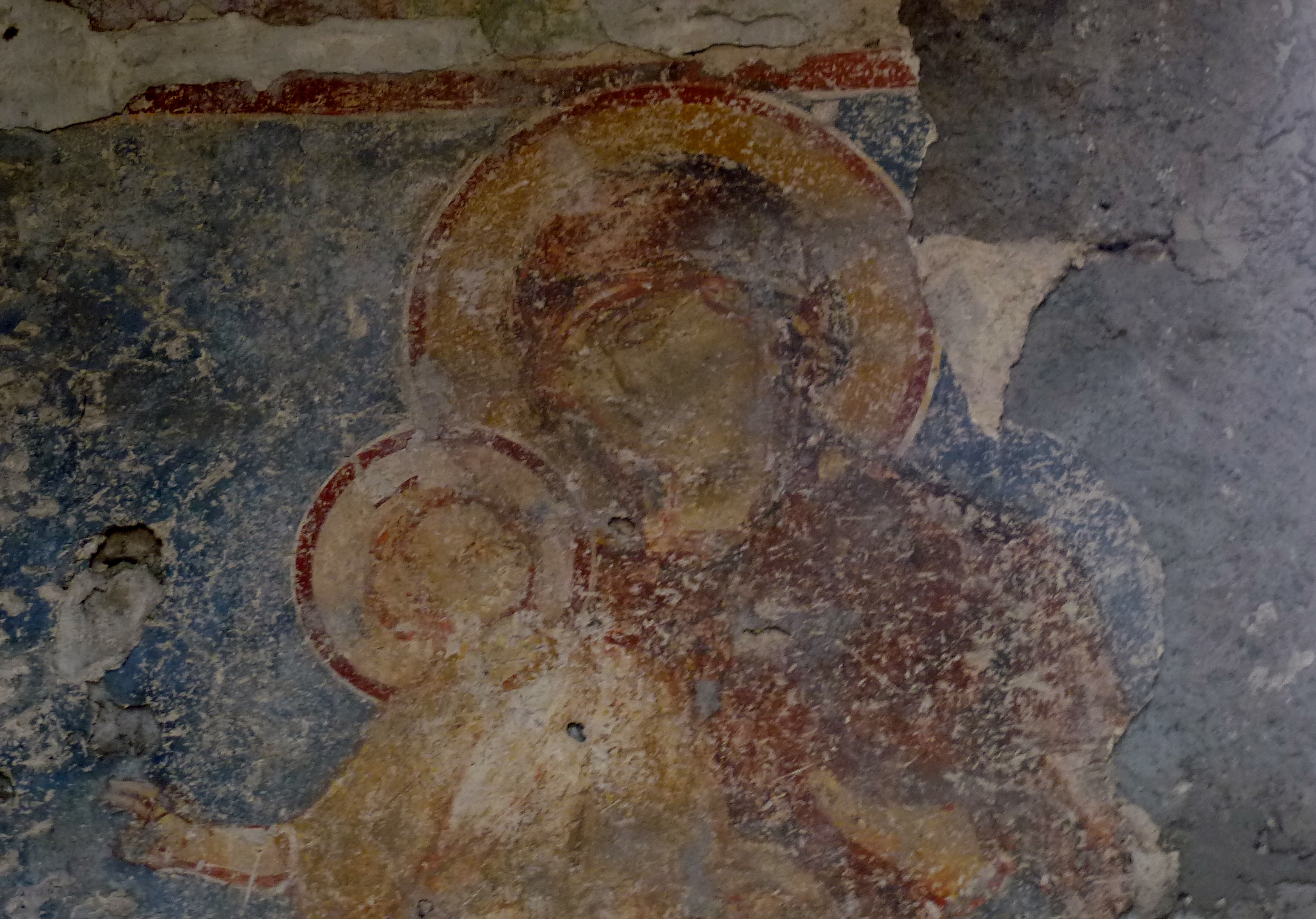
Фреска Св. Анни в церкві.

Будівля являє собою споруду у візантійському стилі, зі склепінчастим нефом та проходами і святилищем, оточеним бічною камерою, утвореною з трьох зігнутих апсид. Сполії використовуються в будівлі, з класичним саркофагом, який використовується для формування тимпани над головними вхідними дверима, прикрашені фігурами воїна, що стоїть і крилатою Нікою.

## Історія
Церква, мабуть, була побудована в VI—VII століттях. На рельєфній плиті над південними дверима є напис про те, що церква була відновлена під час спільного правління Василія I, Лева VI та Олександра в 884-885 році.